# Mesa Airlines

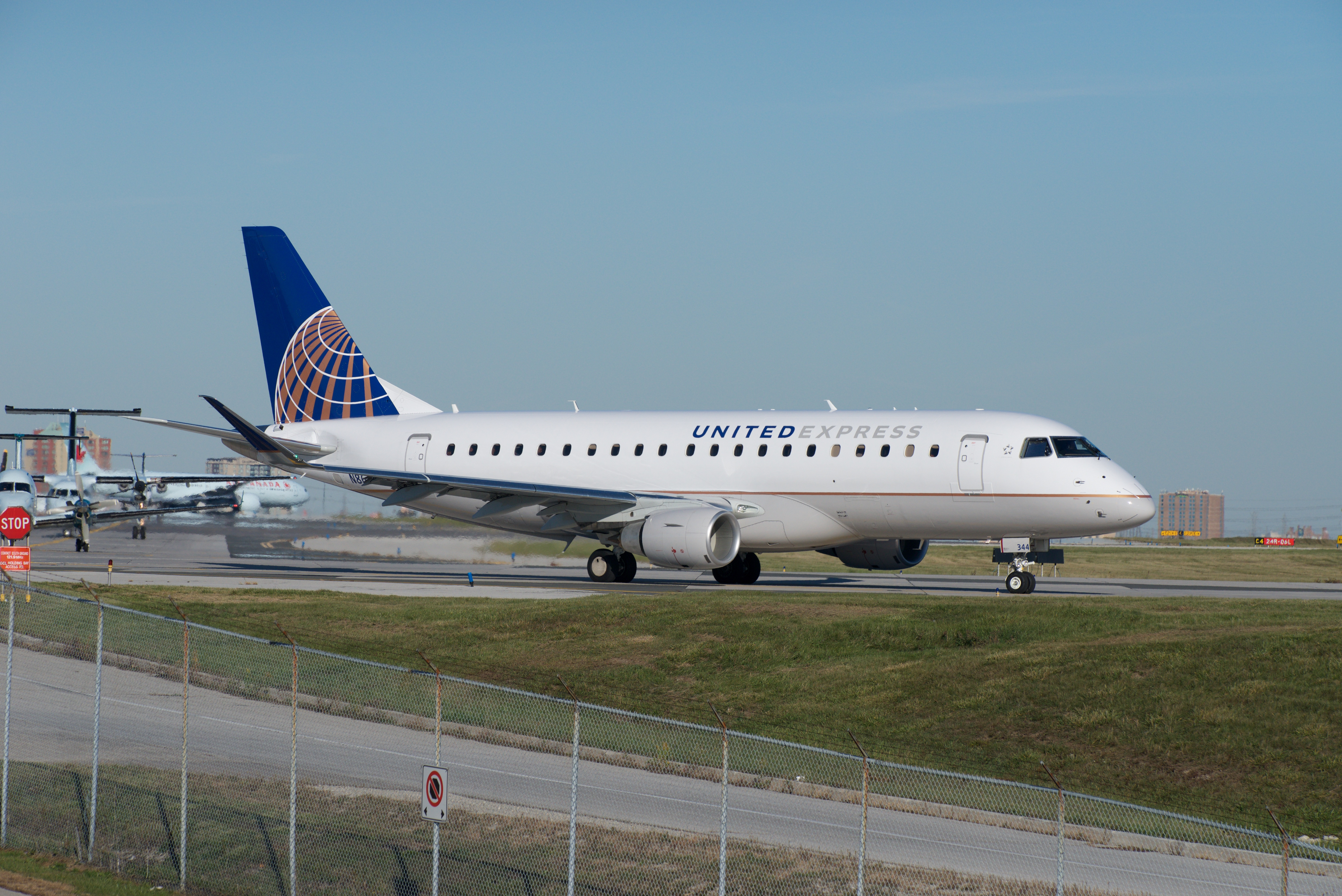
Embraer ERJ175 linii Mesa Airlines (samolot w barwach United Express)

Mesa Airlines – amerykańska regionalna linia lotnicza z siedzibą w Phoenix, w stanie Arizona. Jest to spółka zależna Mesa Air Group wykonująca loty pod markami American Eagle oraz United Express na podstawie umów codeshare z liniami American Airlines i United Airlines. Obsługuje 110 miast w 38 stanach oraz Dystrykcie Kolumbii, Kanadzie, Meksyku, Kubie oraz Bahamach.

## Operacje lotnicze
Mesa Airlines wykonuje operacje lotnicze pod markami:
- American Eagle – regionalna marka American Airlines. Mesa Airlines rozpoczęła współpracę w 2014 r. lotami z portu lotniczego Waszyngton-Dulles i portu lotniczego Phoenix-Sky Harbor samolotami Bombardier CRJ900.
- United Express – marka linii United Airlines. Do obsługi połączeń wykorzystywana jest flota Bombardierów CRJ700 i Embraerów 175. Jej węzły znajdują się w porcie lotniczym Houston-George Bush (dla samolotów E175) oraz w portu lotniczego Waszyngton-Dulles (dla samolotów CRJ700).

### Byłe współprace
- Air Midwest (1991-2008)
- CalPac (California Pacific) (1993-1995)
- Desert Sun Airlines (1995-1996)
- FloridaGulf Airlines (1991-1997)
- Go! (2005-2014)
- Liberty Express Airlines (1994-1997)
- Mountain West Airlines (1995–1996)
- Skyway Airlines (1989–1994)
- Superior Airlines (1994–1995)

## Flota
W lipcu 2020 r. flota Mesa Airlines składa się ze 145 samolotów. Średni wiek floty wynosi 10,5 lat.
| Typ                      | Ilość | Zamówiono | Uwagi                     |
| ------------------------ | ----- | --------- | ------------------------- |
| Bombardier CRJ100        | 1     | –         | W malowaniu Mesa Airlines |
| Bombardier CRJ700        | 20    | 20        | Jako United Express       |
| Bombardier CRJ700        | 64    | –         | Jako American Eagle       |
| Embraer 175              | 60    | 20        | Jako United Express       |
| Mitsubishi SpaceJet M100 | —     | 50        | Dostawy od 2024 r.        |

W przeszłości linie wykonywały loty samolotami:
- Embraer ERJ-145
- Fokker 70
- Beechcraft C99
- Beechcraft 1300
- Beechcraft 1900C
- Beechcraft 1900D
- Bombardier (de Havilland Canada) DHC-8-100, DHC-8-200 and DHC-8-300 Dash 8
- CATPASS 200 (zmodyfikowany Beechcraft King Air 200 z 13-osobową kabiną[6])
- Cessna 208 Caravan
- Embraer EMB-120 Brasilia
- Fairchild Swearingen Metroliner
- Piper Saratoga
- Piper Chieftain